# Institute for Creative Technologies
L'Institute for Creative Technologies (ICT) est un institut de recherche de l'université de Californie du Sud situé à Playa Vista, en Californie. ICT a été créé en 1999 grâce au financement de l'armée américaine. ICT a été créée pour rassembler les actifs d'une grande université de recherche, avec les ressources créatives d'Hollywood et de l'industrie du jeu vidéo dans le but d'innover dans la formation et la simulation. Les recherches de l'institut ont également conduit à des applications dans le domaine de l'éducation, du divertissement, des guides de musées virtuels et a permis à l'institut de gagner des récompenses d'effets visuels technologiques. Les principaux domaines de recherche de l'institut comprennent des travaux sur les humains virtuels, les graphismes, sur de la réalité mixte, des sciences de l'apprentissage, des jeux, de la narration et de la réalité virtuelle médicale.

## Affiliation avec l'armée
ICT est une Army University Affiliated Research Center (UARC). Le contrat est géré par le U.S. Army Research, Development and Engineering Command’s Simulation Training Technology Center (RDECOM STTC).